# Tokubetsu-keibi-tai

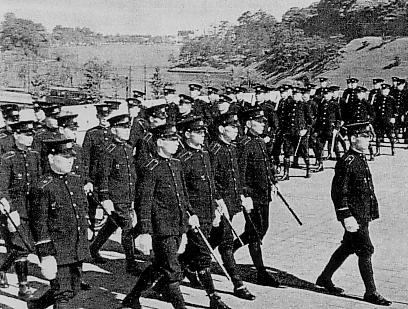
Miembros de la Unidad de Seguridad Especial portando un jō.

La Unidad de Seguridad Especial (en japonés: 特別警備隊; Hepburn: Tokubetsu‑keibi‑tai) fue una fuerza de reacción rápida del Departamento de Policía Metropolitana de Tokio (TMPD) en la era pre‑Segunda Guerra Mundial. Esta unidad fue considerada el equivalente japonés a la Emergency Service Unit del Departamento de Policía de la ciudad de Nueva York.

## Historia
La unidad se estableció en 1933 bajo la Oficina de Policía (警務部 Keimu‑bu) con misiones de control de multitudes, lucha antiterrorista, rescate, atención a desastres y otras emergencias. Estaba compuesta por 307 agentes distribuidos en cuatro compañías.
Funcionaba como un equipo SWAT del TMPD. Sus miembros estaban equipados con un jō, un tantō, una pistola semiautomática FN Modelo 1910 y, según necesidad, chaleco antibalas de color azul, mientras que la policía regular solo portaba sable. Eran conocidos popularmente como "Shinsengumi en el período Shōwa".
En 1944, ante el incremento de bombardeos aéreos y víctimas civiles durante la Segunda Guerra Mundial, la unidad fue renombrada como "Unidad de Seguridad" (警備隊 Keibi‑tai) y sus funciones ampliadas a labores de socorro. Se crearon unidades similares en otras prefecturas con grandes ciudades.
Con la ocupación estadounidense en 1946, todas estas unidades fueron disueltas. Sin embargo, ese mismo día, se creó la Sección de Guardia (防護課 Bougo‑ka) en el TMPD que asumió funciones similares. En 1948 se reforzó como Unidades de Reserva de la Policía (予備隊 Yobi‑tai) y en 1957 pasó a denominarse Unidad de Policía Antidisturbios (機動隊 Kidō‑tai) integrándose con otras prefecturas.